# Парламентские выборы в Хорватии (2016)
Внеочередные парламентские выборы в Хорватии проходили 11 сентября 2016 года. На них избирались 151 депутат парламента. Выборам предшествовало голосование 16 июня 2016 года по недоверию правительству премьер-министра Тихомира Орешковича, за которое проголосовало 125 депутатов. Последующая попытка Патриотической коалиции сформировать новое парламентское большинство во главе с министром финансов Здравко Маричем в качестве премьер-министра не удалась. 20 июня 2016 парламент был распущен и президент Колинда Грабар-Китарович назначила новые выборы на 11 сентября.
В результате победу одержало правоцентристское Хорватское демократическое содружество, получив 61 место парламента.

## Избирательная система
Хорватский сабор включает 151 депутата. Депутаты парламента избираются тремя способами. 140 депутатов выбираются по 10 избирательным округам (по 14 мест для каждого округа) по пропорциональной системе. Партии должны преодолеть 5%-й барьер, места распределяются методом Д’Ондта. Три места предназначены для хорватов, живущих за границей, и их потомков. Остальные 8 мест оставлены для национальных меньшинств, в том числе 3 места предназначены для сербов.

## Результаты

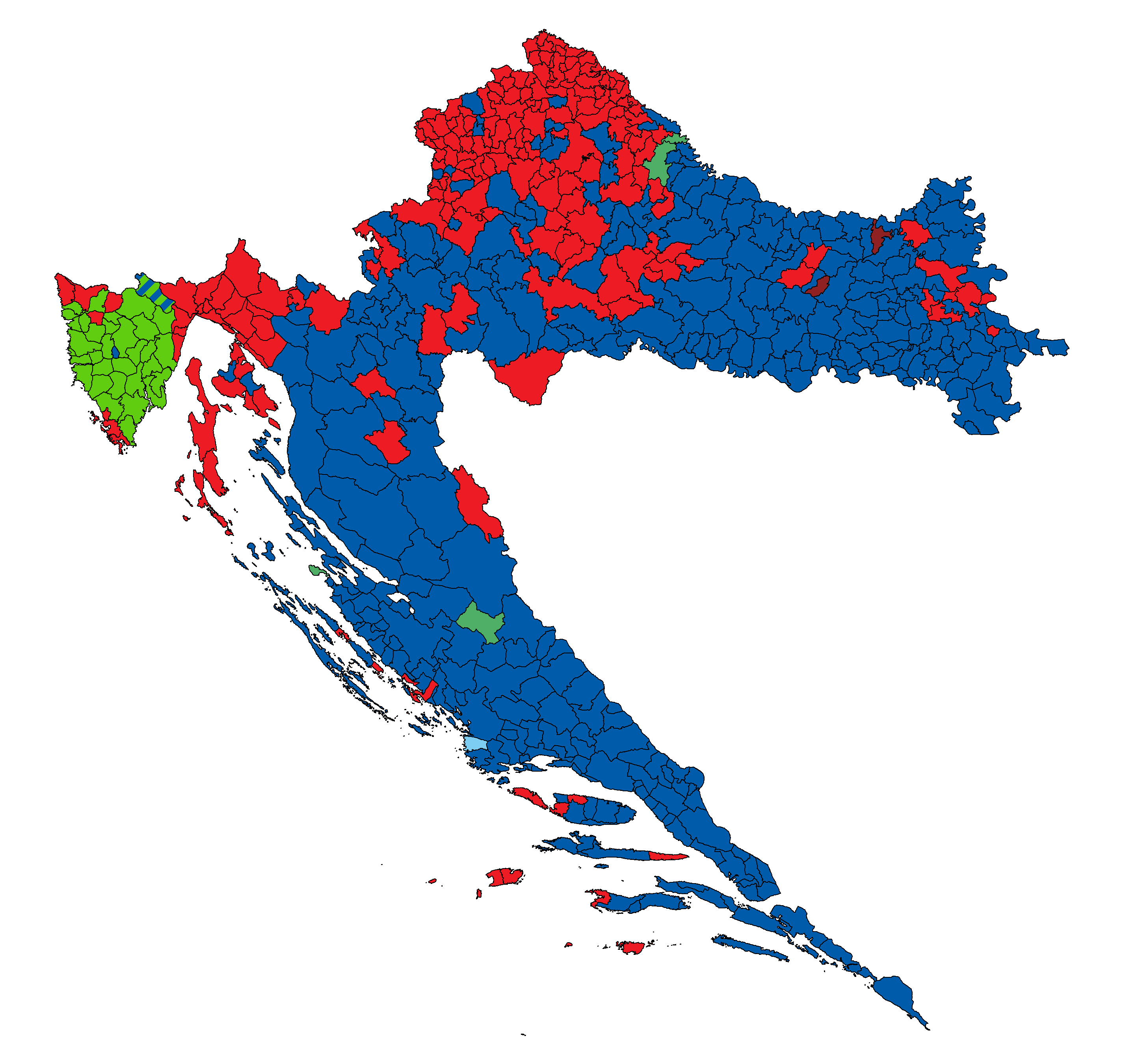
Результаты выборов по муниципалитетам

| Партии и коалиции                                     | Партии и коалиции                               | Партии и коалиции | Голоса                          | %                               | +/-                             | Места | +/-   |
| ----------------------------------------------------- | ----------------------------------------------- | --- | ------------------------------- | ------------------------------- | ------------------------------- | ----- | ----- |
| Внутренние избирательные округа (I—X)                 |                                                 | |                                 |                                 |                                 |       |       |
|                                                       | Коалиция Хорватское демократическое содружество | Хорватское демократическое содружество, Хорватская социал-либеральная партия, Хорватская христианско-демократическая партия                      | 682 687                         | 36,27 %                         | +2,91 %                         | 59    | +3    |
|                                                       | Народная коалиция                               | Социал-демократическая партия, Хорватская народная партия — Либеральные демократы, Хорватская партия пенсионеров, Хорватская крестьянская партия | 636 602                         | 33,82 %                         | +0,62 %                         | 54    | −2    |
|                                                       | Мост                                            | Мост | 186 626                         | 9,91 %                          | −3,60 %                         | 13    | −6    |
|                                                       | Коалиция Единственный Выбор                     | Живая Стена, Измени Хорватию, Молодёжное действие, Азбука демократии, Хорватская демократическая крестьянская партия                             | 117 208                         | 6,23 %                          | +1,99 %                         | 8     | +7    |
|                                                       | Коалиция премьер-министра                       | Милан Бандич 365 — Партия труда и солидарности, Народная партия — Реформисты, Новый вал, HSS SR, BUZ                                             | 76 054                          | 4,04 %                          | +0,72 %                         | 2     | ±0    |
|                                                       | Ещё более сильная коалиция Истрии               | Демократическая ассамблея Истрии, Приморье-Горский Котар Союз, Список Риеста                                                                     | 43 180                          | 2,29 %                          | +0,46 %                         | 3     | ±0    |
|                                                       | Коалиция переверни Хорватию                     | Pametno, Za Grad | 38 812                          | 2,06 %                          | новая                           | 0     | новая |
|                                                       | HDSSB Coalition                                 | Хорватский демократический союз Славонии и Бараньи, Хорватская консервативная партия                                                             | 23 573                          | 1,25 %                          | −0,11 %                         | 1     | −1    |
|                                                       | Коалиция Отечества                              | Хорватская партия прав д-ра Анте Старчевича, Desno, Хорватский христианско-демократический союз, USP, HDS                                        | 11 100                          | 0,59 %                          |                                 | 0     | −3    |
|                                                       | Хорватские лейбористы — Партия труда            | Хорватские лейбористы — Партия труда | 4821                            | 0,26 %                          |                                 | 0     | −1    |
|                                                       | Прочие партии и беспартийные                    | Прочие партии и беспартийные | 61 654                          | 3,28 %                          |                                 | 0     | ±0    |
|                                                       | Недействительные бюллетени                      | Недействительные бюллетени | 36 871                          | 1,92 %                          |                                 | -     | -     |
| Всего внутренних голосов                              | Всего внутренних голосов                        | Всего внутренних голосов | 1 919 188                       | 100 %                           | -                               | 140   | ±0    |
| Зарегистрированных избирателей / Явка                 | Зарегистрированных избирателей / Явка           | Зарегистрированных избирателей / Явка | 3 531 279                       | 54,35 %                         | −6,47 %                         | -     | -     |
| Избирательный округ XI — Хорваты, живущие за границей |                                                 | |                                 |                                 |                                 |       |       |
|                                                       | Хорватское демократическое содружество          | Хорватское демократическое содружество | 13 117                          | 62,72 %                         | −22,97 %                        | 2     | −1    |
|                                                       | Независимый список Зелико Гласновича            | Независимый список Зелико Гласновича | 5211                            | 24,91 %                         | новый                           | 1     | новый |
|                                                       | Коалиция премьер-министра                       | Милан Бандич 365 — Партия труда и солидарности, Народная партия — Реформисты, Новый вал, HSS SR, BUZ                                             | 936                             | 4,47 %                          | +0,17 %                         | 0     | ±0    |
|                                                       | Мост                                            | Мост | 656                             | 3,13 %                          | −0,76 %                         | 0     | ±0    |
|                                                       | Прочие списки округа XI                         | Прочие списки округа XI | 993                             | 4,75 %                          |                                 | 0     | ±0    |
|                                                       | Недействительные бюллетени                      | Недействительные бюллетени | 295                             | 1,39 %                          |                                 | -     | -     |
| Всего по округу XI                                    | Всего по округу XI                              | Всего по округу XI | 21 208                          | 100 %                           | -                               | 3     | ±0    |
| Зарегистрированных избирателей / Явка                 | Зарегистрированных избирателей / Явка           | Зарегистрированных избирателей / Явка | 21 223                          | 99,93 %                         | +0,02 %                         | -     | -     |
| Избирательный округ XII — национальные меньшинства    |                                                 | |                                 |                                 |                                 |       |       |
|                                                       | Независимая демократическая сербская партия     | Независимая демократическая сербская партия | Различные избирательные системы | Различные избирательные системы | Различные избирательные системы | 3     | ±0    |
|                                                       | Демократический союз венгров Хорватии           | Демократический союз венгров Хорватии | Различные избирательные системы | Различные избирательные системы | Различные избирательные системы | 1     | +1    |
|                                                       | Союз цыган Хорватии                             | Союз цыган Хорватии | Различные избирательные системы | Различные избирательные системы | Различные избирательные системы | 1     | ±0    |
|                                                       | Союз албанцев Хорватии                          | Союз албанцев Хорватии | Различные избирательные системы | Различные избирательные системы | Различные избирательные системы | 1     | +1    |
|                                                       | Независимые (итальянское меньшинство)           | Независимые (итальянское меньшинство) | Различные избирательные системы | Различные избирательные системы | Различные избирательные системы | 1     | ±0    |
|                                                       | Независимые (чехо-словацкое меньшинство)        | Независимые (чехо-словацкое меньшинство) | Различные избирательные системы | Различные избирательные системы | Различные избирательные системы | 1     | ±0    |
| Всего по округу XII                                   | Всего по округу XII                             | Всего по округу XII | 37 902                          | 100 %                           | -                               | 8     | ±0    |
| Зарегистрированных избирателей / Явка                 | Зарегистрированных избирателей / Явка           | Зарегистрированных избирателей / Явка | 211 267                         | 17,94 %                         | −1,14 %                         | -     | -     |
| Всего мест парламента                                 | Всего мест парламента                           | Всего мест парламента | Всего мест парламента           | Всего мест парламента           | Всего мест парламента           | 151   | ±0    |
| Источники: State Election Committee;                  |                                                 | |                                 |                                 |                                 |       |       |